# Stația de emisie Bod
Stația de emisie Bod este o stație de transmisiuni radio pe unde lungi și pe unde medii, aflată în localitatea Bod, comuna Bod din județul Brașov. Este singura stație din România din care se transmite pe unde lungi, pe frecvența 153 kHz. Stația a fost proiectată de inginerul Gheorghe Cartianu-Popescu și construită între anii 1933 și 1934, având obiectivul de a acoperi întreg teritoriul României interbelice de atunci cu semnalul postului național de radio prin transmisiune pe unda lungă 1875 metri (frecvența 160 kHz), datorită poziționării geografice în centrul țării și a condițiilor favorabile pentru eficientizarea razei de emisie. Inițial, fusese prevăzut un amplasament lângă Feldioara, însă în cele din urmă proprietarii au refuzat să vândă terenul. Construcția a avut loc sub supravegherea inventatorului Guglielmo Marconi, care a venit special de la Londra la Brașov pentru a asista la instalarea emițătorului inventat de el, și a inginerului Gheorghe Cartianu-Popescu.
Stația a fost pusă oficial în funcțiune abia în 1935. Postul de 20 kW a funcționat până la 25 decembrie 1935, iar pe 1 ianuarie 1936 a fost pus oficial în funcțiune noul emițător Marconi⁠(d) cu o putere mai mare, de 150 kW, la acea vreme devenind cel mai puternic din România și din estul Europei.
În 1939, primul post emițător de 20 kW aflat în conservare la stația Bod a fost trimis la Chișinău pentru deschiderea primului post regional din România, Radio Basarabia, și pentru a contracara propaganda antiromânească a posturilor sovietice de la Tiraspol și Odessa, fiind cunoscute problemele privind recepția posturilor românești de la București și Bod, mai ales în zonele limitrofe ale țării, în care erau recepționate, și încă în condiții foarte bune, posturile maghiare, sovietice sau bulgare, care difuzau emisiuni revizioniste, cu un pronunțat conținut antiromânesc.
În timpul celui de-al doilea război mondial, în zona Bod s-au dus numeroase lupte pentru controlul emițătorului de radio. De asemenea, prin stația de la Bod au fost transmise toate comunicatele importante din timpul războiului, inclusiv mesajul regelui Mihai I al României către țară, în seara de 23 august 1944, primit de la București prin telefon, ori proclamarea Republicii Populare Române, la 30 decembrie 1947.
Din 2003 este operațional emițătorul marca Harris⁠(d) fabricat în Statele Unite ale Americii, bazat pe tranzistoare, având o putere de 200 kW și instalat în cadrul lucrărilor de retehnologizare a stației din acel an. Dispune de tehnologie digitală de modulare și este adaptabil pentru posibilitatea transmiterii în standard DRM. Sistemul radiant este alcătuit dintr-o antenă în formă de „T”, suspendată pe doi piloni ancorați de câte 250 metri înălțime, prevăzuți cu sistem de balizaj pentru semnalizare aeriană pe timp de noapte.
Din 1 martie 2006, transmiterea programului Radio România Actualități pe frecvența de unde lungi 153 kHz a fost înlocuită cu programul Radio România Antena Satelor la decizia Societății Române de Radiodifuziune.
Din amplasamentul Bod se transmite atât pe unde lungi - Radio România Antena Satelor pe 153 kHz, cât și pe unde medii: Radio România Actualități pe 567 kHz și Radio Târgu Mureș pe 1197 kHz.
Stația radio Bod este în proprietatea și în administrarea operatorului național Radiocom.

## Istoric

### Povestea construirii stației de emisie radio Bod
La sfârșitul anului 1931 fusese luată decizia ca un post de radio să fie amplasat în Țara Bârsei; lungimea de undă cuprinsă între 1.200 m și 2.000 m, pe care urma să lucreze emițătorul, constituia o problemă dificilă pentru că România nu deținea licență.
În septembrie 1932 are loc la Madrid Conferința Internațională a comunicațiilor telegrafice, unde avea să se decidă și noi asignații de frecvențe pentru radiodifuziune și radiotelegrafie.
În aprilie 1933 s-a ținut la Lucerna o Conferință a radiodifuziunii europene la care delegații din partea României au reușit să obțină cu multă greutate unda lungă de 1875 m (frecvența 160 kHz) pentru transmiterea postului național de radio, fiind cea mai mare lungime de undă (și cea mai joasă frecvență) disponibilă din spectrul alocat radiodifuziunii sonore terestre. Această undă ne era absolut necesară pentru a deservi tot cuprinsul Regatului României cu un post central de mare putere. Absorbția produsă de păduri și mai ales de munți înlătura fără discuție undele de câteva sute de metri.
Conferința de la Lucerna a pus însă condiția de a o ocupa înainte de 15 ianuarie 1934.

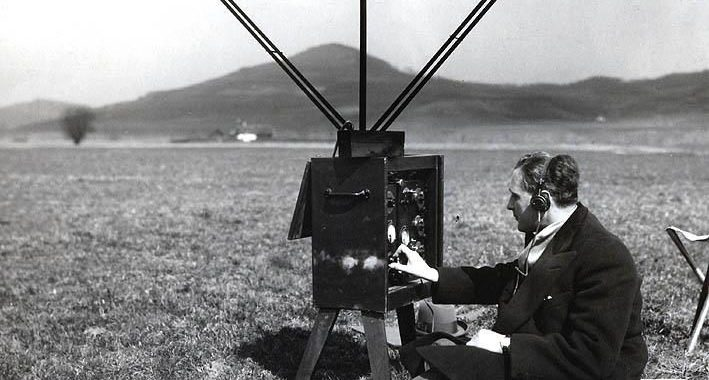
Măsurători de undă efectuate de ing. Mircea Georgescu pentru Postul de emisie de la Bod (1933)

Era nevoie de un loc potrivit pentru amplasarea emițătorului, de preferat în Transilvania. În aprilie – mai 1933, inginerul Mircea Georgescu, directorul tehnic al Societății de Radiodifuziune, efectuează primele măsurători de undă pentru determinarea locului în care trebuia construită stația de radio, mai mai întâi la Crăciunelu, apoi în regiunea Brașovului, iar la 29 august 1933 se hotărăște definitiv amplasarea stației de emisie la Bod, localitatea prezentând multe avantaje: terenul se afla lângă gară și, în plus, este inundabil, cu nivelul apei freatice foarte ridicat, ceea ce constituie o excelentă priză de pământ. Datorită terenului mlăștinos, complexul a fost ridicat pe piloni de stejar impregnat, lungi de 15 m, lucrarea fiind finanțată de către Societatea Anonimă Română de Radiodifuziune; ulterior a contribuit cu fonduri și Casa Regală, care patrona stația.
Povestea stației de la Bod începe în 1934. Atunci au luat drumul Brașovului aparatele care urmau să constituie cea mai mare puternică stație de radioemisie a României. Echipamentul a fost încărcat în mai multe vagoane și trimis către Feldioara, prima locație propusă. Proprietarii terenului n-au mai vrut să vândă, iar garnitura de tren s-a plimbat pe șine încolo și-ncoace până s-a depistat locul cel mai bun de emisie-recepție. Fiindcă nu se putea emite sub 1.000 de m, așa s-a descoperit că cel mai bun semnal e la Bod.

#### Primele teste
La 30 septembrie 1933, Societatea de Radiodifuziune a comandat un post de 20 kW de la compania Marconi⁠(d) din Londra. Postul a fost construit, adus din Anglia și pus în funcțiune în timp record, înainte de data limită.

La 15 ianuarie 1934, antena susținută de doi piloni metalici de 253 m era deja în picioare, iar postul național Radio România de la Bod este dat în folosință. La ridicarea acesteia a fost prezent însuși inventatorul radioului, Gugliemo Marconi. Inventatorul a venit special de la Londra la Brașov și a stat mai multă vreme aici. Locuia la Hotel Coroana. La acea vreme, puterea antenei era doar de 20 kW, pe lungimea de undă de 1875 m și pe o antenă susținută de doi piloni a 40 m, construiți din lemn de brad. Soluția tehnică și coordonarea ridicării acestor piloni a aparținut inginerului Emil Schmoll. La orele 21,00, Gheorghe Mugur, subdirectorul general al Societății de Radiodifuziune, afirma într-o cuvântare că: 
„Prin necesitatea pătrunderii pretutindeni a cuvântului românesc, pentru o unitate de gândire, de simțire și de înfăptuire s-a întemeiat postul Național de la Bod, Brașov, Radio România”. 
La 16 octombrie 1934, arhitectul G.M. Cantacuzino prezenta publicului ascultător „șantierul de la Bod al postului național de radio”. Se dezvăluia astfel amploarea lucrării și evident costurile înfăptuirii proiectului. Echipamentul pentru stația de 150 kW era furnizat de prestigioasa firmă britanică Marconi, dar proiectarea și construcția pilonilor de susținere ai antenei revenea specialiștilor autohtoni. Cei doi piloni, cu înălțimile de 225 m, constituiau o premieră europeană, fiindcă depășeau pilonii stației Chelmsford din Anglia, care aveau numai 146 m. Fiecare pilon era ancorat cu 21 de cabluri de oțel. Stația Radio România dispunea de o centrală electrică proprie, formată din 3 grupuri electrogene cu motoare de 700 de cai putere fiecare.
La începutul anului 1935, inginerul Emil Schmoll a propus ca probele tehnice ale emițătorului să se facă pe lungimea de undă de 1.935 m. Inginerul Schmoll, devenit director de șantier, a menținut stația pe această frecvență, chiar dacă au apărut vehemente proteste naționale și internaționale. Postul Radio România își îndeplinea dezideratul pentru care fusese construit, cuvântul românesc ajungând în cele mai îndepărtate zone geografice ale țării și nu numai. Potrivit unor măsurători, acesta avea acoperire în întreaga Europă, semnalul putând fi receptat chiar și în Groenlanda.

#### Inaugurarea oficială a stației radio Bod
Stația a fost pusă oficial în funcțiune abia în 1935. Postul de 20 kW a funcționat până la 25 decembrie 1935, iar pe 1 ianuarie 1936 a fost pus oficial în funcțiune noul emițător Marconi cu o putere mai mare, de 150 kW, la acea vreme devenind cel mai puternic din România și din estul Europei (cu excepția URSS). În deschiderea programului s-a transmis mesajul regal de Anul Nou, urmat de cuvântul subdirectorului Gheorghe D. Mugur. Pe atunci, studiourile de radio se aflau la Bod, ulterior fiind mutate în capitală.
Grupurile electrogene ale emițătorului au fost alimentate cu păcură, mai apoi cu motorină și în final cu gaz metan. Clădirea principală, cea care adăpostea emițătorul propriu-zis, a fost proiectată de către arhitectul Trifu, iar anexele – casa inginerilor, blocul lucrătorilor și garajele –, au fost concepute de către arhitectul G. M. Cantacuzino. La vremea aceea, pentru buna funcționare au fost angajați un număr de aproximativ 35 de salariați, ce locuiau împreună cu familiile în incinta stației. În afară de camera generatoarelor electrice și camera emițătorului, unde se aflau dulapurile cu circuitele propriu-zise, stația de la Bod mai avea o fierărie, pentru ajustarea pieselor în caz de nevoie, și o stație de epurare a apei, atât pentru băut, cât și pentru răcirea mecanismelor. Tot aici se găsea studioul inițial de radio.
Bod avea să devină cea mai importantă stație de radio din România, cu cel mai puternic emițător din sud-estul Europei, locul prin care treceau toate comunicațiile radio de la conducere către popor. Grupurile electrogene ale emițătorului erau alimentate inițial cu păcură, mai apoi cu motorină și în final cu gaz metan.
La 13 aprilie 1936 s-a început emisia pe două programe: Radio București și Radio România Bod. În toamna anului 1936 a intrat în funcțiune un cablu radiofonic subteran București–Bod cu o stație de amplificare la Vrăjitori, Câmpina. Cablul între studio și Bod avea o lungime de 190 km.
În 1937 au fost instalate cabluri telefonice speciale între studiourile din București și stația Bod. Prin intermediul acestora, erau recepționate și transmise comunicatele importante pentru țară.

## Expedierea la Chișinău a primului emițător de 20 kW de la Bod

### Securitatea spațiului informațional al României, un obiectiv strategic al autorităților române
Sovieticii aveau postul de radio Tiraspol, care își începuse emisia la 30 octombrie 1930, al cărui scop principal îl constituia propaganda sovietică și antiromânească spre teritoriul României, în Moldova dintre Prut și Nistru. Astfel românii din Basarabia, dar chiar și cei dintre Carpați și Prut, auzeau frecvent: „Grăiești Tirașpolia!”.
Drept urmare, și având în vedere și faptul că în Basarabia audiența Radio București era destul de slabă, Guvernul român și Marele Stat Major al Armatei au solicitat participarea radiofoniei românești la contracararea propagandei rusești bolșevice din Basarabia, încă din anul 1930 apărând o primă posibilă soluție, anume transformarea postului T.F.T. de 100 de wați al Aviației Civile din Chișinău, pentru a emite pe o lungime de undă cuprinsă între 800 și 1400 metri. După studii aprofundate, soluția nu s-a dovedit viabilă.
În anul 1936, a fost construită, tot la Tiraspol, noua stație de emisie, Maxim Gorki, care permitea o acoperire mult mai mare a teritoriului Basarabiei.

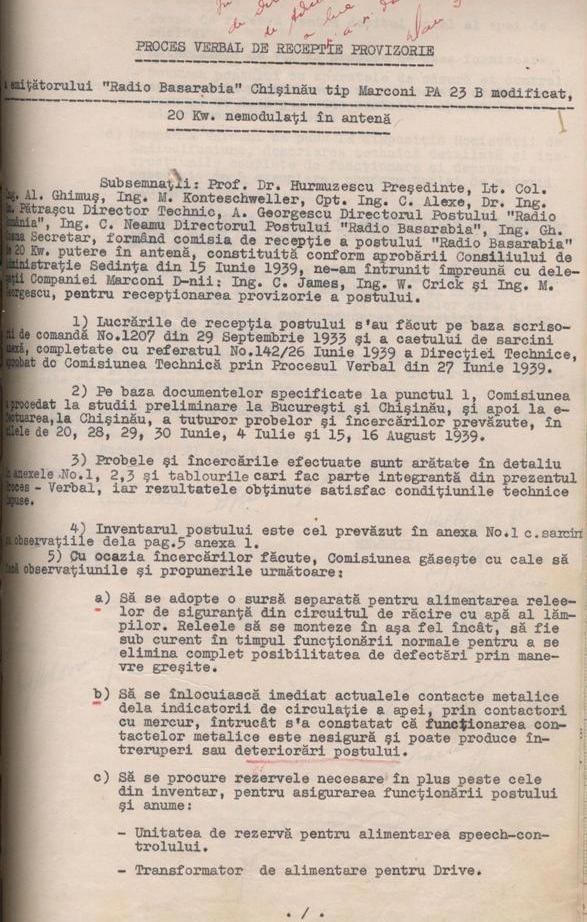
Procesul-verbal din anul 1939 de recepție a emițătorului Marconi PA 23 B de 20 kW adus la Chișinău de la Bod și modificat pentru deschiderea studioului Radio Basarabia

Inaugurarea postului național de radio „România-Bod” și activitatea acestuia nu au putut rezolva, așa cum se spera, ansamblul problemelor privind recepția posturilor românești, mai ales în zonele limitrofe ale țării, în care erau recepționate, și încă în condiții foarte bune, posturile maghiare, sovietice sau bulgare, care difuzau emisiuni revizioniste, cu un pronunțat conținut antiromânesc, în timp ce programele românești nu reușeau să asigure buna informare a radioascultătorilor.

#### Radio Basarabia, primul post regional Radio România deschis la Chișinău în 1939 utilizând emițătorul de 20 kW adus de la Bod
Pentru a contracara propaganda antiromânească a posturilor rusești de la Tiraspol și Odessa, în 1937, Primăria Chișinău a cedat Societății Române de Radiodifuziune clădirea fostului Teatru Pușkin („Auditoriul Pușchin”) din strada Carol I pentru a deschide la Chișinău primul post de radio regional din România, Radio Basarabia.
Pe parcursul anului 1938, cea mai importantă realizare a Radiodifuziunii a fost terminarea lucrărilor de construcție și instalarea noului transmițător de la Chișinău. Clădirea postului Radio Basarabia a fost complet terminată, iar cele trei studiouri pe care le adăpostea au fost tratate acustic, măsurătorile făcute arătând rezultate foarte bune. Totodată s-a comandat întreaga aparatură necesară studiourilor și a fost adus la Chișinău postul emițător de 20 kW de la Bod, Marconi⁠(d) PA 23 B, cel care emisese acolo sub numele de „Radio România” între anii 1934-1935.
Realizarea postului Radio Basarabia a însemnat transformarea postului de 20 de kW pentru a putea emite pe noua lungime de undă, și instalarea la Chișinău de către reprezentanții firmei Marconi, pentru un preț de circa 300.000 lei. Demontarea și ambalarea postului de la Bod au fost încredințate unei echipe de specialiști români conduși de R. Rusănescu.
Firma Marconi din Anglia a instalat la Chișinău emițătorul de 20 kW, care a devenit cel mai bun din România datorită antenei moderne anti-fading care reducea radiația și favoriza propagarea undelor ce călătoresc aproape de suprafața solului. Postul avea o antenă amplasată pe 3 piloni, neancorați, cu înălțimea de 110 metri, fiecare la o distanță de 150 metri unul față de celălalt. Priza în pământ a antenei era radială și avea 120 de fire. Puterea sa de emisie putea fi sporită de la 20 kW până la aproape 200 kW, iar recepția era posibilă până la Moscova sau Leningrad datorită propagării directe a undei. Trebuie menționat faptul că asupra emițătorului s-au făcut transformări și operații de punere la punct care în mod normal se făceau doar în laboratoarele marilor fabrici. Astfel s-a schimbat lungimea de undă de la 1875 m. la 212 m., aducând toate modificările detaliate legate de această schimbare, s-au modificat alimentarea, sistemul de răcire, s-au introdus dispozitive de siguranță și s-au schimbat toate piesele care dădeau semne de uzură. În urma acestor lucrări, Radio Basarabia a fost astfel pus la punct în integralitate.
Trebuie remarcat și faptul că toate lucrările s-au realizat cu contribuția personalului tehnic al Societății Române de Radiodifuziune, sub supravegherea a doi ingineri de la Compania Marconi, W. Crick și C. James, ultimul fiind, pe vremuri, unul din colaboratorii personali ai lui Guglielmo Marconi. Tehnicienii Radiodifuziunii, în fruntea cărora se afla dr. ing. E. Petrașcu, au adus un aport cu adevărat important, fiind de menționat și numele ing. C. Neamu, directorul postului, care a adus o întreagă serie de îmbunătățiri tehnice absolut remarcabile.

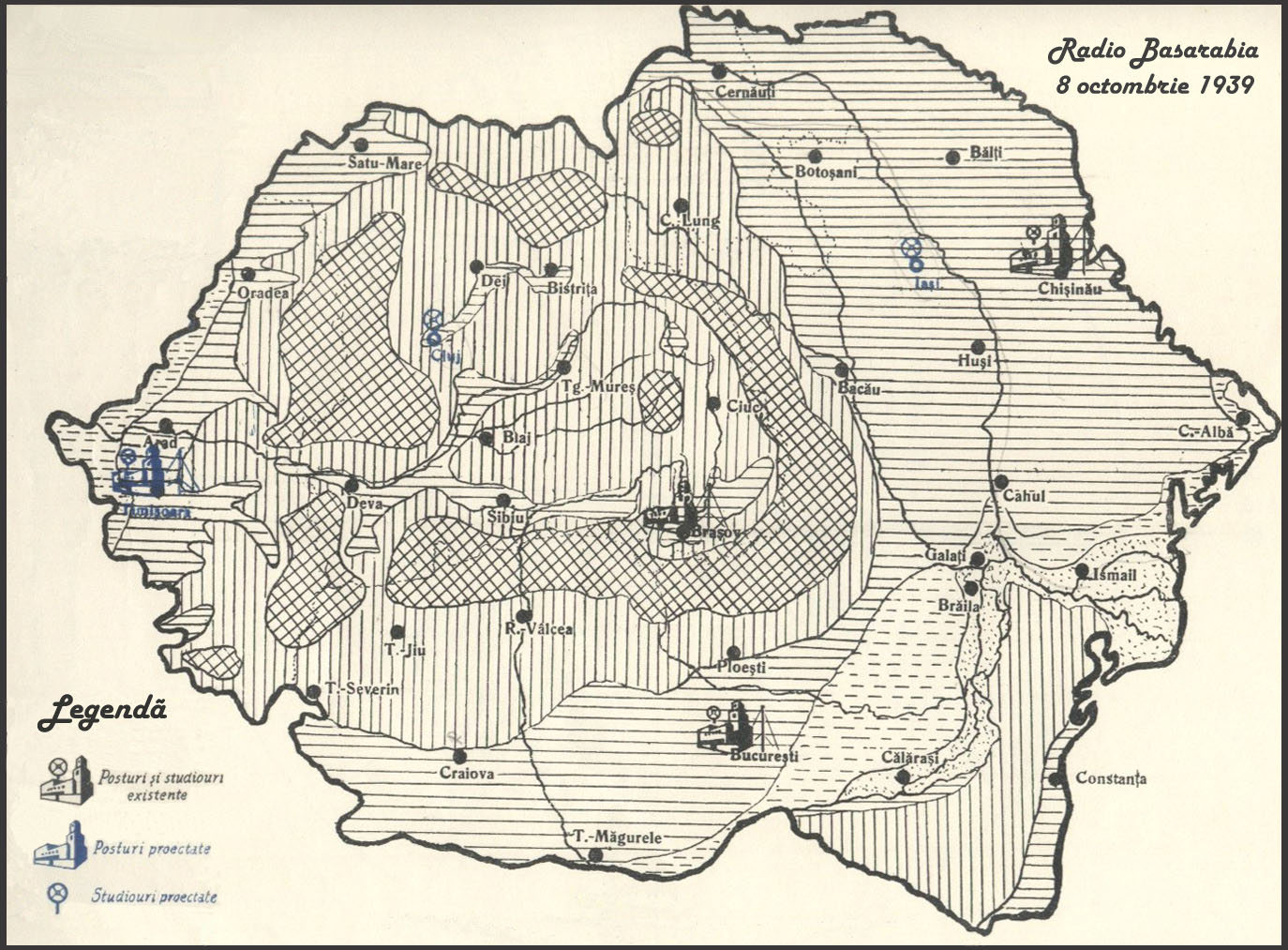
Harta României în 1939 indicând cele 3 studiouri radio operaționale la București, Bod și Chișinău

În primele zile ale lunii iunie 1939, au început emisiunile experimentale ale Radio Basarabia, pe lungimea de undă de 212,6 metri, zilnic între orele 21:00 și 23:00, măsurătorile efectuate după montarea postului demonstrând că postul acoperă cu rezultate foarte bune teritoriul dintre Siret și Nistru, eliminând practic influența posturilor rusești de la Tiraspol și Odessa. Radio Basarabia – pe frontispiciu se numea astfel, dar toată lumea îi spunea „Radio Chișinău” -, condus inițial de Gheorghe Neamu, a fost inaugurat oficial pe 8 octombrie 1939, prin transmiterea liturghiei de la Catedrala Mitropolitană din Chișinău, fiind primul studio regional al Societății Române de Radiodifuziune.

La 9 noiembrie 1939, profesorul Dragomir Hurmuzescu declara că: 
“Echiparea postului național de 150 kW de la Bod ne-a ridicat și mai mult situația noastră în Radiodifuziunea mondială în acest colț al Europei, unde am fost până acum un an singurul mare post de emisiune pe unde lungi, menit a deservi cu unda directă întreg teritoriul țării. Experiența însă a dovedit că sunt încă părți din țară unde emisiunile postului național nu sunt destul de clare. Pentru a completa aceste lipsuri, Societatea Română de Radiodifuziune a instalat un nou emițător de 20 kW la Chișinău și va instala altul de aceeași putere la Timișoara”.

#### Consecințele și dramele ocupației sovietice. Distrugerea emițătorului de 20 kW de către trupele sovietice
Ocupația sovietică a Basarabiei din 28 iunie 1940 a însemnat pierderea Radio Basarabia, care a funcționat doar 300 de zile, și preluarea postului de către puterea sovietică. În timpul evacuării contra timp, când trupele și tancurile sovietice de ocupație înaintau cu repeziciune spre râul Prut pentru distrugerea tuturor podurilor, s-a reușit ca o parte din personal, cea mai mare parte a materialelor de rezervă și arhiva să fie retrase la Huși, iar mai apoi la Iași, dar nu și emițătorul Marconi de 20 kW.
La 25 iunie 1941, sovieticii ordonă crearea unor „batalioane de distrugere” ale NKVD-ului, care aveau misiunea să lupte cu trupele de parașutiști și cu diversioniștii inamicului, pentru Chișinău fiind detașați 480 de comuniști loiali regimului sovietic, aflați sub conducerea comisarului I. A. Muhin. În iulie 1941, devenise clar că misiunea sovieticilor nu se îndrepta doar împotriva unor persoane, ci avea ca scop distrugerea, în totalitate a multor clădiri importante din oraș, conform devizei „Toate bunurile de preț care nu pot fi evacuate, trebuie, obligatoriu distruse”.
Sovieticii, după ce executaseră prin mitraliere personalul găsit la postul de radio, fără judecată, fiind etichetați drept „trădători și agenți ai imperialismului românesc”, cadavrele lor fiind găsite într-un puț părăsit (havuz) din curtea postului, au aruncat în aer clădirea postului, cu tot ce se afla în ea, inclusiv antena postului. Și fiindcă încă sovieticii nu distruseseră suficient, în timpul retragerii au confiscat și toate posturile de radiorecepție din Basarabia.
După revenirea armatelor și administrației române în Basarabia, la 20-21 iulie 1941, Societatea de Radiodifuziune i-a trimis la Chișinău pe ing. Emil Petrașcu și pe jurnalistul Alexandru Hodoș – fost director adjunct de programe la Radiodifuziune – în 1936 și fost director al Societății de Radiodifuziune (1938 – 1940), pentru a vedea cum se prezintă situația, aceștia constatând că dezastrul era total: clădirea postului, emițătorul de 20 kW și unul din pilonii antenei au fost distruse prin dinamitare de trupele rusești aflate în retragere. Traduse în cifre, pagubele Societății Române de Radiodifuziune se ridicau la 150.000.000 lei, adică circa 50 % din bugetul anual al instituției din anul 1941.

### Refugiul activității radiofonice la Bod în 1944
După izbucnirea celui de-Al Doilea Război Mondial și mai ales după intrarea României în război, radiodifuziunea și-a luat măsuri de precauție referitoare la eventuala distrugere a posturilor principale. În acest sens, s-a creat o rețea de posturi experimentale pe unde scurte, de 75 W, în diferite puncte ale țării. Primul dintre acestea, intitulat Dobrogea, fusese instalat la Constanța, postul Carpați se afla la Sinaia, postul Argeș la București, Moldovița la Iași, iar Gloria în Crimeea.
La 31 iulie 1941, a avut loc ședința Consiliului de Administrație al Societății Române de Radiodifuziune în care este dezbătută problema posturilor de la Chișinău și Tiraspol și se hotărăște ca postul de 5 kW produs de firma italiană Magneti Marelli să fie instalat la Iași. Activitatea Radio Basarabia a fost continuată de „Radio Moldova” la Iași care a emis pentru prima dată la 2 noiembrie 1941 pe lungimea de 259 de metri.
În 1944, odată cu intrarea trupelor sovietice în Iași, postul „Radio Moldova” și-a încetat activitatea, iar propaganda radiofonică la est de Carpați, s-a atenuat foarte mult. În fapt, după ce în anul 1944, postul „Radio Moldova” de la Iași a fost singurul post teritorial care a funcționat în timpul regimului antonescian, funcționând ca principal post de propagandă românească și anti-propagandă sovietică, la 18 martie 1944, postul este evacuat la Bod, unde a continuat să emită din 23 mai până la 23 august. Trebuie spus că „Radio Moldova” a fost desființat în cadrul unei acțiuni de restituire a materialelor radiofonice către U.R.S.S. prevăzut și în acordul de armistițiu din 19 aprilie 1945. Convenția de armistițiu semnată la 12 septembrie 1944, la Moscova, declara România o țară înfrântă în război, consacra anexiunile sovietice din 28 iunie 1940, Transilvania de Nord să revină în granițele României, și impunea plata unor despăgubiri de război către URSS, în valoare de 300 de milioane de dolari, ce urmau a fi achitate în decurs de șase ani în produse petrolifere, lemnoase etc.

## Povestea supraviețuirii stației Bod în vremuri grele de război
Odată cu începerea celui de-Al Doilea Război Mondial, cenzura a fost introdusă în toate emisiunile radio: directorul general al Radioului era pregătit în orice moment să oprească emisia, în caz că cel ce vorbea la microfon „deranja” prea tare.

### Activitatea după cedarea forțată a Ardealului în 1940
În noaptea de 30 august 1940, după Dictatul de la Viena, prin care România a fost silită să cedeze aproape jumătate din teritoriul Transilvaniei către Ungaria horthystă, la radio a vorbit însuși Mihail Manoilescu, ministrul de externe, cel care făcuse tratativele. 
„N-am mai auzit așa ceva, un om plângând la microfon. Un ministru!“, povestea peste ani inginerul Paul Știubei. 
Apoi a urmat o înregistrare a clopotelor bisericilor transilvănene, care a fost însă cenzurată de către Palatul Regal la numai 10 minute de la începere.
În vara anului 1941 începe difuzarea emisiunilor specifice războiului: „Ora răniților“, „Ora ostășească italo-română“, „Ora ostășească germană-română“.
De asemenea, prin stația de la Bod au fost transmise toate comunicatele importante din timpul războiului, inclusiv mesajul regelui Mihai I al României către țară, în seara de 23 august 1944, primit de la București prin telefon, ori proclamarea Republicii Populare Române, la 30 decembrie 1947.

### Ocuparea stației de cătrelegionari
În 21 ianuarie 1941 se declanșează rebeliunea legionară și Societatea Română de Radiodifuziune se militarizează, iar armata cucerește pe rând posturile de la Băneasa, București și Bod, care se aflau sub ocupație legionară.
Un grup de legionari din cadrul organizației de la Brașov a preluat controlul stației Bod. După arestarea șefului de tură și a ajutorului acestuia, Armata Română a intervenit prin trimiterea la fața locului a unui detașament al Vânătorilor de munte. Un locotenent din Armata Română, sub pretextul că vrea să treacă de partea legionarilor, a reușit să pătrundă în interiorul stației, iar în urma verificării pozițiilor din care legionarii doreau să apere stația a constatat că aceștia erau în număr de doar 7 persoane, înarmate, motiv pentru care au fost nevoiți să se predea în cele din urmă Armatei Române.

### Bombardamentele germane
Încă de la declanșarea insurecției armate, în ziua de 23 august 1944, Marele Stat Major a elaborat Directiva operativă semnată de noul șef al Marelui Stat Major, generalul de divizie adjutant Gheorghe Mihail. Această directivă prevedea ”tăierea transmisiunilor germane de orice fel, în scopul de a paraliza exercitarea Comandamentului”.
La 24 august 1944, locațiile posturilor Societății Române de Radiodifuziune au fost atacate concomitent de armatele germane, postul de la Bod fiind asediat timp de 7 ore de un detașament de 120 soldați germani, fără a reuși însă ocuparea acestuia.
La 28 august 1944, pompierii militari brașoveni au participat la dezarmarea unui convoi de mașini germane care se aflau în trecere prin fața cazărmii, iar împreună cu efective din Compania Iași și subunități din Regimentul 6 Călărași, dislocate la Bod, au apărat cu succes postul de Radio Bod, în urma unui nou atac al trupelor germane. Acest atac a provocat scoaterea postului din funcțiune, el reluându-și activitatea de emisie la 15 septembrie 1944. După părăsirea zonei de către Armata Germană, aceasta a trecut la bombardarea stației, moment în care unul dintre piloni a fost afectat, iar victimă a bombardamentelor a căzut soția unuia dintre angajați, Maria Muntean, și fiica acesteia în vârstă de numai 6 ani.
După terminarea războiului, în 1946 un pilon ce a fost afectat de bombardamentele germane a fost refăcut de către firma Siemens, astăzi el măsurând 250 m înălțime.

## Activitatea stației în timpul regimului comunist
Fiind considerată punct strategic, stația era păzită de Securitate pentru că „de aici se putea opri orice mesaj radio“. Angajații nu aveau voie să divulge niciun secret. Nu aveau voie să spună nici puterea emițătorului, înălțimea pilonilor, stocurile de combustibil.
În anul 1965, emițătorul englezesc Marconi⁠(d) de 150 kW a fost înlocuit cu unul fabricat în Franța, prototip Thomson-Houston⁠(d), având o putere de 1200 kW. Doar trei de acest fel funcționau în lume: modelul din Franța, unul în Iran și cel de la Bod.
La 10 mai 1980 începea construcția noii cazărmi de la Depozitul Stoc Mobilizări Bod, când se construiesc garajele, sera, se împrejmuiește perimetrul cu gard și este realizat iluminatul exterior. În perioada anilor '70-'80, accesul în apropierea Stației de Radiodifuziune Bod a devenit tot mai restrictiv. Sistemul comunist a implementat un regulament strict al persoanelor ce puteau avea acces în stație, astfel încât chiar și vizitarea la domiciliu a celor ce lucrau aici se realiza în baza unei aprobări anterioare.

## Specificații tehnice
Între 1934-1965 s-a emis pe frecvența de 160 kHz (lungimea de undă 1875 metri), între 1965-1986 pe frecvența 155 kHz, iar din 1986 până în prezent se transmite pe 153 kHz.
Din 2003 este operațional emițătorul de marcă americană Harris⁠(d), bazat pe tranzistoare, având o putere de 200 kW, instalat în cadrul lucrărilor de retehnologizare a stației din acel an. Dispune de tehnologie digitală de modulare și este adaptabil pentru posibilitatea transmiterii în standard DRM. Sistemul radiant este alcătuit dintr-o antenă în formă de „T”, suspendată pe doi piloni ancorați de câte 250 metri înălțime, prevăzuți cu sistem de balizaj pentru semnalizare aeriană pe timp de noapte.
| Emițător        | Emițător | Emițător            | Putere (kW) | Frecvența (kHz) | Lungimea de undă (m) | Perioada                             |
| Marca           | Model    | Tip                 | Putere (kW) | Frecvența (kHz) | Lungimea de undă (m) | Perioada                             |
| --------------- | -------- | ------------------- | ----------- | --------------- | -------------------- | ------------------------------------ |
| Marconi         | PA 23 B  | cu lămpi            | 20          | 160             | 1875                 | 15 ianuarie 1934 - 25 decembrie 1935 |
| Marconi         |          | cu lămpi            | 150         | 160             | 1875                 | 1 ianuarie 1936 - 1965               |
| Thomson-Houston | prototip | cu lămpi            | 1200        | 155             | 1935                 | 1965 - 1986                          |
| Thomson-Houston | prototip | cu lămpi            | 1200        | 153             | 1960                 | 1986 - 2003                          |
| HARRIS          | DX 200   | digital solid state | 200         | 153             | 1960                 | 2003 - prezent                       |

## Recepție

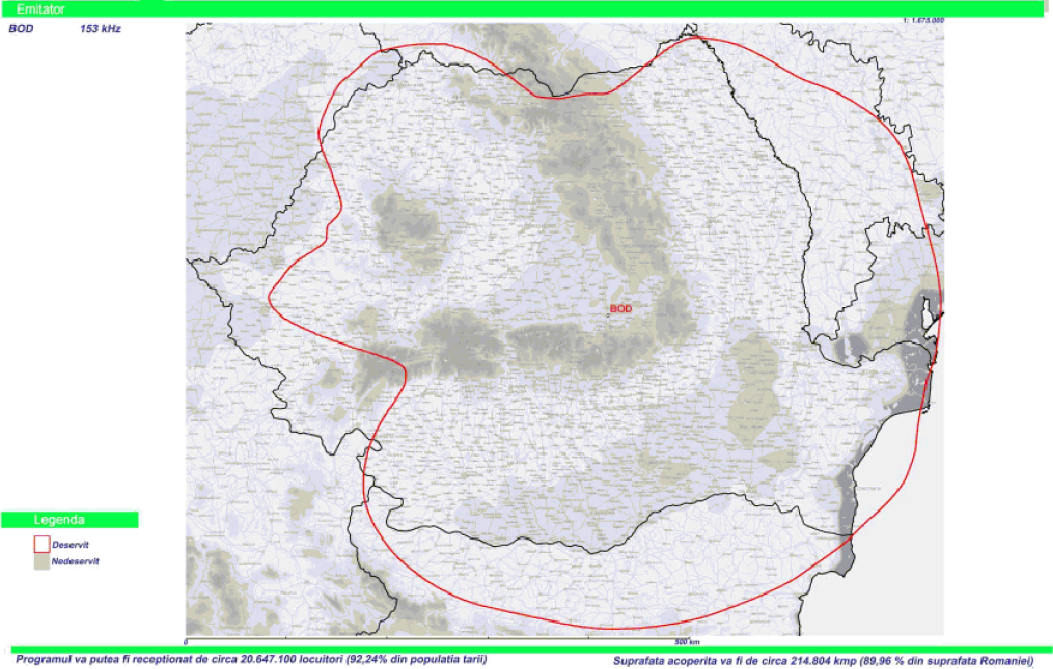
Zona de serviciu estimativă pe timp de zi a frecvenței 153 kHz UL Bod din 2003 - prezent

În prezent (ianuarie 2025), în regiunea 1 - ITU (Europa, Nordul Africii și Asia) mai sunt operaționale doar 12 stații de radiodifuziune sonoră terestră cu emisie în unde lungi în domeniul 153-279 kHz. Singurii radiodifuzori din lume care încă mai transmit programe radio în banda de unde lungi sunt cei din:
- România (1 emițător);
- Polonia (1 emițător);
- Regatul Unit al Marii Britanii și al Irlandei de Nord (3 emițătoare);
- Algeria (1 emițător);
- Maroc (1 emițător);
- Mongolia (5 emițătoare).[14]

Polonia este una din singurele țări în care mai funcționează un emițător de unde lungi, de mare putere, pe frecvența de 225 kHz.
Deși are puțin sub 20% din puterea sa anterioară, emițătorul pe unde lungi de la Bod acoperă toată țara, putând fi recepționat practic în toată România, dar și în țările din jur. Pe timp de noapte, semnalul său poate fi recepționat în cea mai mare parte a Europei, mai ales că majoritatea țărilor și-au închis emițătoarele cu modulație în amplitudine (atât cele de unde medii cât și cele de unde lungi), iar toate celelalte emițătoare din străinătate pe frecvența omolog 153 kHz și-au încetat definitiv emisia.
Din amplasamentul Bod se transmite pe frecvența de unde lungi 153 kHz (155 kHz între 1965 și 1986, și 160 kHz până în 1965), și respectiv pe frecvențele de unde medii 567 kHz și 1197 kHz.
Pentru recepționarea clară și în cele mai bune condiții, este foarte important ca radioascultătorul să orienteze aparatul de radio în cea mai bună poziție și să îl îndepărteze de sursele de perturbații precum sursele de alimentare în comutație care interferează sau prejudiciază grav spectrul radio, în cele mai multe cazuri fiind necesară chiar deconectarea acestora de la rețeaua de alimentare.

## Programe difuzate din amplasamentul Bod
| Banda      | Program                      | Frecvență | Putere de emisie (kW) | Program de difuzare   | Emițător | Emițător       |
| Banda      | Program                      | Frecvență | Putere de emisie (kW) | Program de difuzare   | Marca    | Model          |
| ---------- | ---------------------------- | --------- | --------------------- | --------------------- | -------- | -------------- |
| Unde lungi | Radio România Antena Satelor | 153 kHz   | 200                   | 24h / 24h             | HARRIS   | DX 200         |
| Unde medii | Radio România Actualități    | 567 kHz   | 50 / 25 (noaptea)     | 24h / 24h             | HARRIS   | DESTINY 3DX 50 |
| Unde medii | Radio România Târgu Mureș    | 1197 kHz  | 14                    | 05:55 - 22:00 (GMT+2) | HARRIS   | DX 15          |

## Buletinul hidrologic
Emisiunea „Buletin hidrologic” s-a transmis zilnic timp de 50 de ani pe programul Radio România Actualități de la ora 11:50, program transmis inclusiv pe frecvența 153 kHz până la 1 martie 2006, prezentând Cotele apelor Dunării în limbile română, franceză și rusă, și respectiv cotele apelor râurilor din România în limba română.
Consiliul Director al Societății Române de Radiodifuziune (SRR) a decis ca emisiunea „Buletin hidrologic” să fie mutată pe un alt post al SRR, în speță Radio România Antena Satelor, începând cu data de 6 ianuarie 2008 de la ora 12:10, ținând cont și de faptul că SRR a decis să înlocuiască transmiterea programului Radio România Actualități pe frecvența de unde lungi 153 kHz cu programul Radio România Antena Satelor începând din 1 martie 2006, acesta din urmă devenind post cu acoperire națională.
Pe genericul emisiunii este vocea jurnalistului și fostului director al SRR, Viorel Popescu. Între crainicii care au citit cotele apelor Dunării la microfon s-au aflat Anton Filip, Ionel Tudor și Maria Tudosie, în prezent buletinul fiind prezentat de jurnaliștii de la Departamentul Știri de la Radio România Antena Satelor. Versiunile în limba franceză și limba rusă sunt înregistrate în redacția Radio România Internațional.
Convenția privind regimul navigației pe Dunăre, semnată la Belgrad la 18 august 1948 a stat la baza unei recomandări făcute de Comisia Europeană a Dunării, aceea ca Radio România să transmită zilnic nivelurile apelor în limbile română, franceză și rusă și având în vedere că difuzarea pe frecvența de unde lungi 153 kHz de la Bod deservește atât întreg teritoriul României, cât și părți din țările vecine pe care fluviul Dunărea le străbate. Deși situația geopolitică s-a schimbat foarte mult de la semnarea Convenției în 1948, programul „Buletin hidrologic” nu a fost adaptat rigorilor vremurilor contemporane și europene, de exemplu cotele apelor Dunării nu sunt relatate și în limba engleză.